# Resolución 185 del Consejo de Seguridad de las Naciones Unidas
La resolución 185 del Consejo de Seguridad de las Naciones Unidas fue aprobada por unanimidad el 16 de diciembre de 1963, tras haber examinado la petición de Kenia para poder ser miembro de las Naciones Unidas. El Consejo recomendó a la Asamblea General la aceptación de Kenia como miembro.